# Somsak Chaiyarate
Somsak Chaiyarate (taj. สมศักดิ์ ไชยเรศ; ur. 22 stycznia 1923) – tajski strzelec specjalizujący się w strzelaniu z pistoletu dowolnego z odl. 50 metrów, olimpijczyk. 
Brał udział w letnich igrzyskach olimpijskich w 1972 (Monachium). Zajął tam 40. miejsce (na 59 strzelców).
W 1975 roku zajął ósme miejsce na mistrzostwach Azji w Kuala Lumpur (z wynikiem 539 punktów). W 1978 roku zajął ósme miejsce na igrzyskach azjatyckich w Bangkoku (537 punktów). Był również trzykrotnym medalistą igrzysk azjatyckich w konkurencjach drużynowych.

## Wyniki olimpijskie
| Igrzyska | Konkurencja                 | Wynik                           | Miejsce    | Źródło |
| -------- | --------------------------- | ------------------------------- | ---------- | ------ |
| IO 1972  | Pistolet dowolny, 50 metrów | 537 punktów (89-89-89-96-87-87) | 40 (na 59) | [ 3 ]  |